# Walburga Van Steenlandt
Walburga Albina Augusta Van Steenlandt (Brugge, 1 december 1905 - De Panne, 8 juli 1965) was een Belgische atlete, die gespecialiseerd was in de middellange afstand en het veldlopen. Zij werd tweemaal Belgisch kampioene.

## Biografie
Van Steenlandt werd in 1923 Belgisch kampioene op de 1000 m. Ze verbeterde daarbij het Belgische record van Ida Degrande naar 3.19,4.  Later dat jaar bracht ze dit record in het Olympisch Stadion van Antwerpen naar 3.13,2. In 1924 behaalde ze een tweede Belgische titel op de 1000 m. Ook bij de kampioenschappen van 1925 kwam ze als eerste over de streep maar werd gedeclasseerd naar de tweede plaats.
Clubs
Van Steenlandt was aangesloten bij Rust Roest Brugge. Ze speelde daar ook korfbal en deed aan gymnastiek.

## Belgische kampioenschappen
| Onderdeel | Jaar       |
| --------- | ---------- |
| 1000 m    | 1923, 1924 |

## Persoonlijke records
| Onderdeel | Prestatie      | Datum            | Plaats    |
| --------- | -------------- | ---------------- | --------- |
| 1000 m    | 3.13,2 (ex-NR) | 13 augustus 1923 | Antwerpen |

## Palmares

### 1000 m
- 1923:  BK AC - 3.19,4 (NR)
- 1924:  BK AC - 3.20,1
- 1925:  BK AC - 3.20,2

### veldlopen
- 1924:  Veldloop van Atalante